# Isho'dad de Merv
Isho'dad de Merv est un évêque et théologien de l'Église d'Orient, ayant vécu au IXe siècle, auteur d'abondants commentaires sur la majeure partie de la Bible.

## Éléments biographiques
On en sait très peu sur sa biographie, sinon qu'il était natif de Merv, dans le Khorasan, et qu'il fut évêque de Hdatta (« La Neuve »), ville située sur le Tigre non loin de sa confluence avec le Grand Zab. Après la mort du catholicos Abraham II (850), le synode, en peine de lui trouver un successeur (trois élus étant décédés avant d'être consacrés), confia en 852 le choix à Abraham bar Noah qui nomma Isho'dad. Mais le médecin personnel du calife al-Mutawakkil, Bokhtisho (fils de Gabriel bar Bokhtisho), persuada le souverain d'imposer la nomination du métropolite de Gundishapur, Théodose. Peu après, celui-ci fut accusé d'intelligence avec les Byzantins et jeté en prison où il resta trois ans, tandis que Bokhtisho était exilé au Bahrein et ses biens confisqués. La disgrâce de ce dernier n'aurait d'ailleurs été que passagère : le calife, souffrant de coliques, le rappela peu après.

## Œuvre
L'immense commentaire de la Bible par Isho'dad (1 200 pages de textes pour les seuls volumes parus en CSCO) est le plus important (en quantité de texte) de la littérature exégétique en langue syriaque. Il couvre toute l'Écriture, à l'exception de quelques livres non reconnus comme canoniques par l'Église nestorienne. Il se réfère à d'anciennes versions syriaques aujourd'hui perdues des textes bibliques (dont, pour les Évangiles, le Diatessaron de Tatien). D'autre part, c'est un réservoir inépuisable de citations d'auteurs des siècles antérieurs, tant grecs que syriaques, depuis le début de l'ère chrétienne : des dizaines d'auteurs sont cités nommément, mais de très nombreuses citations sont anonymes. Deux références particulièrement importantes sont Éphrem de Nisibe et Théodore de Mopsueste. Selon le Père van den Eynde, « l'œuvre est hors pair pour notre connaissance de l'exégèse nestorienne. Vraie somme de doctrines, d'interprétations et d'histoires qui circulaient dans les écoles sur les sujets les plus divers, elle reflète l'esprit nestorien qui les animait ». Pour lui, cette somme est représentative d'un siècle où les clercs de l'Église d'Orient s'employèrent à collecter et à codifier le legs des siècles passés : « Ce que d'autres entreprirent sur le terrain de l'histoire de l'Église, de l'histoire du monachisme, du droit ecclésiastique et du droit civil, Iso'dad le fit pour l'exégèse ».

## Éditions
- Johannes Schliebitz (éd.), Išô'dâdhs Kommentar zum Buche Hiob, Beihefte zur Zeitschrift für die alttestamentliche Wissenschaft 11, Giessen, Alfred Töpelmann, 1907.
- Margaret Dunlop Gibson (éd.), The Commentaries of Isho'dad of Merv, Horæ Semiticæ (vol. V : commentaire des quatre Évangiles en anglais ; vol. VI : commentaire de Matthieu et de Marc en syriaque ; vol. VII : commentaire de Luc et de Jean en syriaque ; vol. X : commentaire du Livre des Actes et de trois Épîtres catholiques ; vol. XI : commentaire sur les Épîtres de Paul), Cambridge, 1911-1913-1916 ; réimpr. Gorgias Press.
- Sebastian Euringer (éd.), Des Išo'dadhs von Maru Kommentar zum Hohenlied (texte syriaque et traduction allemande), Wiesbaden, O. Harrassowitz, 1932 ; réimpr. Gorgias Press.
- Jacques-Marie Vosté (éd.), « L'introduction de Mar Išo'dad de Merw (c. 850) aux livres de l'Ancien Testament », Biblica, vol. 26, 1945, p. 182-202.
- Jacques-Marie Vosté, Ceslas van den Eynde (éd.), Commentaire d'Iso'dad de Merv sur l'Ancien Testament, I. Genèse, CSCO 126-156 (Scriptores Syri 67-75), 1950-1955.
- Ceslas van den Eynde (éd.), Commentaire d'Iso'dad de Merv sur l'Ancien Testament, II. Exode-Deutéronome, CSCO 176-179 (Scriptores Syri 80-81), 1958.
- Ceslas van den Eynde (éd.), Commentaire d'Iso'dad de Merv sur l'Ancien Testament, III. Livre des Sessions, CSCO 229-230 (Scriptores Syri 96-97), 1963.
- Ceslas van den Eynde (éd.), Commentaire d'Iso'dad de Merv sur l'Ancien Testament, IV. Isaïe et les Douze, CSCO 303-304 (Scriptores Syri 128-129), 1969.
- Ceslas van den Eynde (éd.), Commentaire d'Iso'dad de Merv sur l'Ancien Testament, V. Jérémie, Ézéchiel, Daniel, CSCO 328-329 (Scriptores Syri 146-147), 1972.
- Ceslas van den Eynde (éd.), Commentaire d'Iso'dad de Merv sur l'Ancien Testament, VI. Psaumes, CSCO 433-434 (Scriptores Syri 185-186), 1981.

## Liens
- Notice dans un dictionnaire ou une encyclopédie généraliste :   - Deutsche Biographie
- Notices d'autorité :   - VIAF
  - ISNI
  - BnF (données)
  - IdRef
  - LCCN
  - GND
  - Belgique
  - Pays-Bas
  - Israël
  - Australie
  - Norvège
  - WorldCat